# Fikrte Wereta
Fikrte Wereta (amharisch ፍቅርተ ወረታ; * 21. September 2000) ist eine äthiopische Leichtathletin, die sich auf den Langstreckenlauf spezialisiert hat.

## Sportliche Laufbahn
Ihre sportliche Premiere feierte Fikrte Wereta beim Hamburg-Marathon 2022, bei dem sie nach 2:26:15 h auf den zweiten Platz gelangte. Im Jahr darauf wurde sie beim Paris-Marathon in 2:23:22 h Dritte und siegte dann im Dezember in 2:22:07 h beim Shenzhen-Marathon und damit erstmals bei einem Rennen der höchsten Platinum-Kategorie der World Athletics Label Road Races. 2024 siegte sie in 2:21:32 h beim Seoul International Marathon und wurde anschließend in 2:27:30 h Dritte beim Lanzhou-Marathon.

## Persönliche Bestleistungen
- Halbmarathon: 1:11:40 h, 10. Juni 2023 in Zwolle
- Marathon: 2:21:32 h, 17. März 2024 in Seoul